# Jean-Pierre Mourey
Pour les articles homonymes, voir Mourey.
Jean-Pierre Mourey est un auteur de bande dessinée français né le 4 avril 1970 à Luxeuil-les-Bains (Haute-Saône).

## Biographie
Après l'obtention d'un baccalauréat A en 1988, il étudie les arts plastiques et l'histoire de l'art à l'Université de Strasbourg, puis la bande dessinée à l'École européenne supérieure de l'image d'Angoulême. 
En 2005-2006, il travaille dans le cadre d'une résidence à la Maison des auteurs d'Angoulême sur une adaptation en bande dessinée du roman de l'écrivain argentin Adolfo Bioy Casares intitulé L'Invention de Morel (en espagnol : La invención de Morel). Cette adaptation du célèbre roman, publiée dans la collection Écritures de Casterman en janvier 2007 rencontre un certain écho dans les milieux littéraires ou spécialisés,. 
Six ans plus tard, Les Impressions nouvelles publient son deuxième album, une adaptation d'un roman de Leo Perutz intitulé Le Cavalier suédois,,.

## Œuvres
- L'Invention de Morel  (trad. de l'espagnol, d'après le roman homonyme d'Adolfo Bioy Casares, préface de Michel Lafon), Bruxelles/Paris, Casterman, coll. « Écritures », janvier 2007 (ISBN 978-2-203-39636-4). Adaptation et traduction espagnole : La invención de Morel (Jean-Pierre Mourey, Clara Kreimer, Adolfo Bioy Casares)[11], Buenos Aires, Ediciones de la Flor, 2011  (ISBN 978-9-505-15900-0).
- Le Cavalier suédois  (d'après le roman homonyme de Leo Perutz), Bruxelles, Les Impressions nouvelles, coll. « Traverses », 2013, 141 p. (ISBN 978-2-87449-166-5).